# Säckpipa
La säckpipa és una cornamusa típica de Suècia, gairebé extinta a mitjans del segle xx. A principis de 1980, va començar un important esforç per a la seva rehabilitació i avui en dia trobem una modalitat basada en la versió típica de la regió de Dalarna, on l'instrument va perdurar més temps. La tradició musical de säckpipa és relativament desconeguda per la majoria de suecs. A les esglésies situades al llarg de la península es troben pintures medievals de caràcter religiós que suggereixen que la cornamusa sueca no era pas un instrument popular des de finals de segle xiv. El nom säckpipa prové de la llengua sueca i significa literalment gaita i el mot pot ser utilitzat pels parlants per a referir-se a qualsevol model del gènere.